# Bretz Gábor
Bretz Gábor (Budapest, 1974. március 16. –) Kossuth- és Liszt Ferenc-díjas magyar operaénekes (basszbariton), érdemes művész.

## Életpályája
Tanulmányait Stephan Czoveknél kezdte Los Angelesben, 1997-ben itthon folytatta a Bartók Béla Zeneművészeti Szakközépiskolában). Kereskedelmi Főiskolát végzett. 1999-ben felvették a Zeneakadémiára, ahol Sziklay Erika és Sólyom-Nagy Sándor tanítványa, énekmestere Antalffy Albert volt. 2004-ben diplomázott opera tanszakon. 2005-ben megnyerte az athéni Maria Callas Énekversenyt. 2007-ben debütált a milánói Scalában és a Salzburgi Ünnepi Játékokon. 2011–12-ben kamaraénekes volt.
Feleségével, Bernadett-tel hét gyermeket nevelnek.

## Szerepei
- Szokolay Sándor: Vérnász – egyfelvonásos változat – Vőfély
- Giuseppe Verdi: Macbeth – Banquo
- Wolfgang Amadeus Mozart: A varázsfuvola – II. őrtálló; Öreg pap
- Georges Bizet: Carmen – Zuniga; Escamillo
- Richard Wagner: A nürnbergi mesterdalnokok – Fritz Kothner
- Mozart: Don Giovanni – Leporello; Don Giovanni
- Ludwig van Beethoven: Fidelio – Fernando
- Verdi: Requiem – basszus szóló
- Arrigo Boito: Mefistofele – Mefistofele
- Giacomo Puccini: Bohémélet – Colline
- Bartók Béla: A kékszakállú herceg vára – A kékszakállú herceg
- Verdi: Aida – A király
- Mozart: Figaro házassága – Figaro
- Gioachino Rossini: A sevillai borbély – Basilio
- Erkel Ferenc: Hunyadi László – Gara
- Wagner: A bolygó hollandi – Daland
- Puccini: Tosca – Cesare Angelotti
- Vajda János: Mario és a varázsló – Cipolla
- Richard Strauss: Salome – I. nazarénus
- Richard Strauss: Elektra – Orestes
- Leoš Janáček: Jenufa – öreg molnárlegény
- Charles Gounod: Faust – Mefisztó
- Gaetano Donizetti: Lammermoori Lucia – Raimondo káplán

## Díjai[2]
- Juventus-díj (2005)
- Liszt Ferenc-díj (2013)
- A Magyar Állami Operaház kamaraénekese (2013)[3]
- Érdemes művész (2020)
- Österreichischer Musiktheaterpreis (2020)[4]
- Székely Mihály-emlékplakett (2022)[5]
- Bartók Béla–Pásztory Ditta-díj (2023)[6]
- Kossuth-díj (2024)